# Paramarbla elegantula
Paramarbla elegantula är en fjärilsart som beskrevs av Erich Martin Hering 1926. Paramarbla elegantula ingår i släktet Paramarbla och familjen tofsspinnare. Inga underarter finns listade i Catalogue of Life.